# Залізнення (металізація)
Залізнення — вид металізації, що полягає в нанесенні шару заліза на поверхню металевих виробів. Здійснюють електролітичним способом, газополуменевим і плазмовим напилюванням, випаровуванням і конденсацією заліза у вакуумі.
Залізненням відновлюють зношені частини машин, зменшують стираність деталей, усувають дефекти в відливках, одержують тонкі плівки заліза.
У поліграфії залізненням підвищують тиражостійкість стереотипів і кліше.